# طیف‌سنجی تحرک یونی

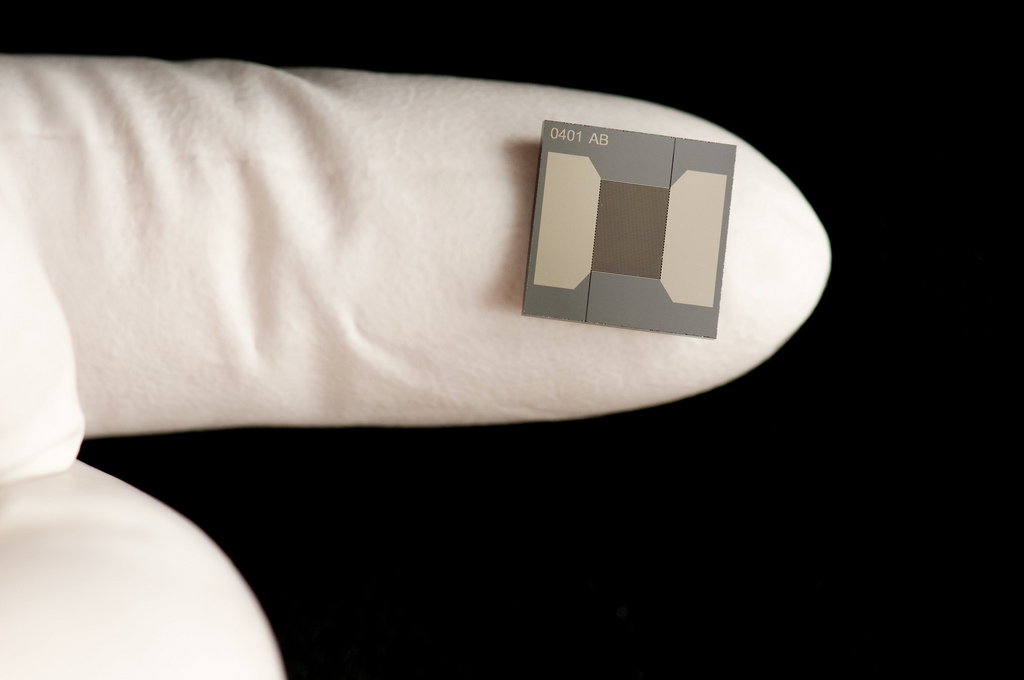
تراشه IMS در آزمایشگاه ملی شمال‌غربی پاسیفیک آمریکا: این تراشه در اندازه یک دایم ده کانال را فراهم می‌کند که از طریق آن یون‌ها (از طریق عمود بر صفحه دید) از هم جدا می‌شوند و شناسایی می‌شوند.

طیف‌سنجی تحرک یونی (به انگلیسی: Ion-mobility spectrometry)یا IMS یک روش تجزیه ای است که برای جداسازی و شناسایی مولکول‌های یونیزه شده در فاز گاز بر اساس تحرک آنها در یک گاز بافر حامل استفاده می‌شود. اگرچه به شدت برای اهداف نظامی یا امنیتی مانند کشف مواد مخدر و مواد منفجره بکار می‌رود، این تکنیک کاربردهای تجزیه آزمایشگاهی زیادی از جمله تجزیه و تحلیل بیومولکول‌های کوچک و بزرگ دارد.
ابزارهای IMS دستگاه‌های مستقل بسیار حساسی هستند، اما اغلب برای رسیدن به جدایی چند بعدی با طیف‌سنجی جرمی، کروماتوگرافی گازی یا کروماتوگرافی مایع با کارایی بالا ترکیب می‌شود.
ابزارهای IMS مانند میکروسکول طیف‌سنجی تحرک یونی شکل موج میکروسکوپی می‌توانند برای استفاده در طیف‌سنجی وسیعی از برنامه‌ها از جمله نظارت بر ترکیبات آلی فرار (VOC)، تجزیه و تحلیل نمونه بیولوژیکی، تشخیص پزشکی و نظارت بر کیفیت مواد غذایی قابل حمل باشند.
طیف‌سنج تحرک یونی را می‌توان با کروماتوگرافی گازی یا کروماتوگرافی مایع با کارایی بالا مقایسه کرد. در ستون IMS، لوله رانش و شاتر گرید، تزریق‌کننده یون‌ها است. برخلاف کروماتوگرافی گازی یا کروماتوگرافی مایع با کارایی بالا، کروماتوگرام در ۲۵ میلی‌ثانیه بدست می‌آید که هزار برابر سریع‌تر می‌باشد.
منابع یونیزاسیون مختلفی برای دستگاه طیف‌سنج تحرک یونی از جمله تخلیه کرونا، الکترواسپری، یونیزاسیون نوری بر اساس نور فرابنفش و منابع رادیواکتیو ارائه شده‌اند. تزریق نمونه به دستگاه بسیار ساده و اغلب مستقیم و بدون آماده‌سازی. این دستگاه در تحقیقات علمی و تشخیص گازهای سمی، سموم غذایی و داروها کارایی بالا دارد.

## تاریخچه
طیف‌سنجی تحرک یونی نخستین بار توسط ارل دبلیو مک دانیل از مؤسسه فناوری جورجیا در دهه ۵۰ و ۶۰ میلادی هنگامی که او از سلول‌های رانش با میدان الکتریکی کم کاربرد برای مطالعه تحرکات یون و فازهای یون فاز گازی استفاده کرد ساخته شد.
در دهه‌های بعد، او تکنیک جدید خود را با طیف‌سنج جرمی بخش مغناطیسی همراه کرد، و دیگران نیز از تکنیک‌های خود به روش‌های جدید استفاده کردند. سلول‌های IMS از آن زمان به بسیاری از طیف‌سنج‌های جرمی دیگر، کروماتوگراف‌های گازی و مجموعه‌های کروماتوگرافی مایع با کارایی بالا متصل شده‌اند. IMS یک تکنیک گسترده‌است و به‌طور مداوم با پیشرفت‌ها و سایر کاربردها در حال توسعه است.

## کاربرد
سرعت تفکیک یا جداسازی در طیف‌سنجی تحرک یونی حدود ده میلی ثانیه بهمراه استفاده آسان، حساسیت نسبتاً زیاد و طراحی کاملاً یکپارچه، باعث شده‌است تا IMS به عنوان یک محصول تجاری به عنوان ابزاری معمول برای کشف میدانی مواد منفجره، مواد مخدر و سلاحهای شیمیایی مورداستفاده قرار گیرد. عمده تولیدکنندگان دستگاه‌های IMS مورد استفاده در فرودگاه‌ها Morpho و گروه اسمیتس هستند. گروه اسمیتس Morpho را در سال ۲۰۱۷ خریداری کرد.. 4DX آخرین مدل تولید شده غیر تابشی است.
عمده کاربردهای IMS عبارتند از:
- کشف و شناسایی مواد مخدر و منفجره
- شناسایی و اندازه‌گیری گازها و بخارات مواد شیمیایی
- کنترل کیفیت هوا
- آنالیز گازهای سمی و VOC
- کنترل کیفیت آب
- آنالیز تنفس و تشخیص بعضی از بیماری‌ها
- پتروشیمی (تشخیص آمونیاک در اتیلن و جلوگیری از مسومیت کاتالیست)
- آنالیز سموم در مواد غذایی (اوکراتوکسین در شیرین بیان، آفلاتوکسین در پسته، باقیمانده سموم در محصولات کشاورزی)
- تشخیص بعضی مواد در خون، ادرار و سایر محیط‌های بیولوژیک، تسترون در ادرار انسان، تیوسیانات در بزاق انسان، متادون در موی انسان و پنتازوسین در نمونه بیولوژیکی
- تشخیص انواع داروها به شکل قرص یا شربت
- شناسایی بقایای نانو ذرات آلی
- مطالعات تحقیقاتی در زمینه ترمودینامیک واکنش‌های یون- مولکول
- مطالعه سینتیک واکنش‌های یونی و الکترونی
- اندازه‌گیری موبیلیته و ضریب نفوذ گونه‌ها
- اندازه‌گیری پروتون افینیته و الکترون افینیته
- بررسی و ارزیابی منابع و روش‌های یونش در فشار اتمسفر * ارزیابی و تأیید نتایج محاسبات نظری کوانتمی مولکول‌ها و یون‌ها

## تحرک یون
اساس شناسایی مولکولها در این تکنیک بر اندازه‌گیری سرعت حرکت یونها در میدان الکتریکی استوار است. سرعت یونها در میدان به خاصیت تحرک یونی یا (Ion Mobility) بستگی دارد که خود تابع جرم، اندازه و شکل یون است. یونها در لوله رانش تحت تأثیر میدان الکتریکی با سرعت ثابتی حرکت می‌کنند. این سرعت به سرعت رانش یا Drift Velocity (vd) معروف است. سرعت یون با میدان الکتریکی E رابطه مستقیم دارد. بطوریکه:
{\displaystyle v_{d}=KE}
در این رابطه K ضریب تحرک یونی نامیده می‌شود که با بار، جرم واندازه یون و گازی که در آن شناور است رابطه دارد. با توجه به سرعت رانش یونها (vd)در میدان الکتریکی اعمال شده در طول لوله رانش (E)، می‌توان تحرک یون (K) را محاسبه کرد. این ضریب هر گونه یونی جزء خواص ذاتی آن یون بوده و مانند اثر انگشت برای شناسایی آن بکار می‌رود.

## ورود نمونه
برای یونیزه کردن نمونه، ابتدا باید آنرا به فرم گازی تبدیل کرد. برای این منظور نمونه‌های جامد باید حرارت داده شده تا بخار شوند. این کار در قسمت تزریق نمونه دستگاه (Injection Port) که تا دمای ۲۵۰ درجه گرم می‌شود انجام می‌پذیرد. برای مایعات تنها بخار آنها مناسب است که در بسیاری از موارد پس از رقیق سازی مناسب مورد استفاده قرار می‌گیرد. گازها مستقیماً به دستگاه تزریق می‌شوند.

## یونیزاسیون
مولکولهای نمونه نیاز به یونیزه شدندارند، روش‌های معمول یونیزاسیون عبارتند از کرونا، فوتویونیزاسیون فشار اتمسفر (APPI)، یونیزاسیون الکترواسپری (ESI) یا یونیزاسیون شیمیایی تحت فشار رادیواکتیو (R-APCI)، به عنوان مثال یک قطعه کوچک از 63 نیکل یا 241 امریسیم، مشابه مورد استفاده در آشکارسازهای دود یونیزاسیون.
معمولاً از تکنیک‌های ESI و MALDI وقتی IMS با طیف‌سنجی جرمی جفت شده استفاده می‌شود.

## تجریه گرها
طیف‌سنج‌های تحرک یون بر اساس اصول مختلف وجود دارد، که برای کاربردهای مختلف بهینه شده‌است. یک بررسی از سال ۲۰۱۴، هشت مفهوم طیف‌سنجی تحرک یون مختلف را ذکر کرده‌است.

### لوله رانش

طیف‌سنج حرکتی یونی لوله رانش.

### لوله شناور کم فشار
لوله‌های شناور کم فشار با فشار اتمسفر کار می‌کنند، اما فشار گاز رانشی فقط در حد چند تور می‌باشد. با توجه به تعداد بسیار زیاد برهم کنش‌های خنثی یونی، برای دستیابی به همان قدرت حل کننده، لوله‌های رانش خیلی طولانی‌تر یا یون شاترهای خیلی سریعتر لازم هستند. با این حال، عملکرد کاهش فشار مزایای بسیاری را ارائه می‌دهد. اول، آنکه رابط اتصال IMS با طیف‌سنجی جرمی را آسان می‌کند. دوم، در فشارهای پایین، یونها می‌توانند برای تزریق از تله یونی ذخیره استفاده شود و بعد از جداسازی مجدداً متمرکز شوند. سوم، مقادیر بالای E / N  حاصل می‌شود، که امکان اندازه‌گیری مستقیم K (E / N) را در طیف وسیعی فراهم می‌کند.

### موج سیار
گرچه میدانهای الکتریکی رانشی معمولاً یکنواخت هستند، می‌توان از میدانهای رانشی غیر یکنواخت نیز استفاده کرد. یک مثال IMS موج سیار است، که یک لوله شناور فشار کم IMS است که در آن میدان الکتریکی فقط در یک ناحیه کوچک از لوله رانش اعمال می‌شود. سپس این ناحیه در امتداد لوله رانش حرکت می‌کند و موجی ایجاد می‌کند که یون‌ها را به سمت آشکارساز سوق می‌دهد و نیاز به ولتاژ رانش کل بالا را برطرف می‌کند. یک نوع خاص قابل توجه "IMS SUPER" , که به دام انداختن یونی توسط ساختارهای به اصطلاح برای دستکاری‌های یون بدون ضرر (SLIM) با چندین گذر از همان ناحیه رانشگر برای دستیابی به قدرت‌های با وضوح بسیار بالا ترکیب می‌شود.

### طیف‌سنجی تحرک یونی به دام افتاده
در طیف‌سنجی تحرک یونی به دام افتاده (TIMS)، یونها با استفاده از یک گرادیان میدان محوری الکتریکی محوری (EFG) ثابت یا به دام افتاده در یک گاز بافر جریان می‌یابند در حالی که استفاده از پتانسیل‌های فرکانس رادیویی (rf) باعث به دام افتادن در بعد شعاعی می‌شود.

### طیف‌سنجی تحرک یونی موجی شکل نامتقارن در سطح بالا
DMS (طیف‌سنج متحرک تفاضلی) یا FAIMS (طیف‌سنج تحرک یونی نامتقارن میدانی) از وابستگی تحرک یونی K در قدرت میدان الکتریکی E در زمینه‌های الکتریکی بالا استفاده می‌کنند. یونها توسط جریان گاز رانش از طریق دستگاه منتقل می‌شوند و برای مدت زمان‌های مختلف در معرض نقاط قوت میدان مختلف قرار می‌گیرند. یون‌ها بر اساس تغییر تحرک آنها به سمت دیواره‌های آنالایزر منحرف می‌شوند. بدین ترتیب فقط یونهایی که وابستگی تحرک خاصی دارند می‌توانند از فیلتر ایجاد شده عبور کنند

### تجزیه‌گر متحرک تفاضلی

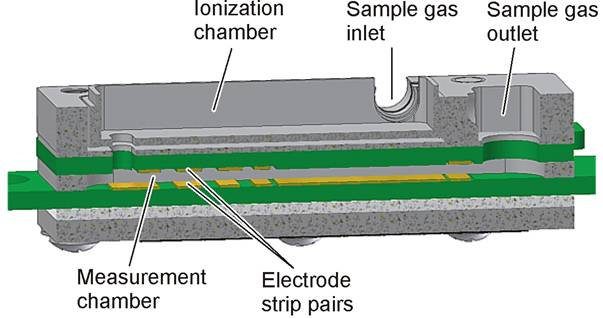
نمونه ای از سنسور IMS Aspasion.

یک تجزیه‌گر متحرک تفاضلی (DMA) از یک جریان گاز سریع عمود بر میدان الکتریکی استفاده می‌کند. بدین ترتیب یونهای دارای تحرکات مختلف مسیرهای مختلفی را طی می‌کنند. این نوع IMS در طیف‌سنجی جرمی با ابزارهای بخش مطابقت دارد.

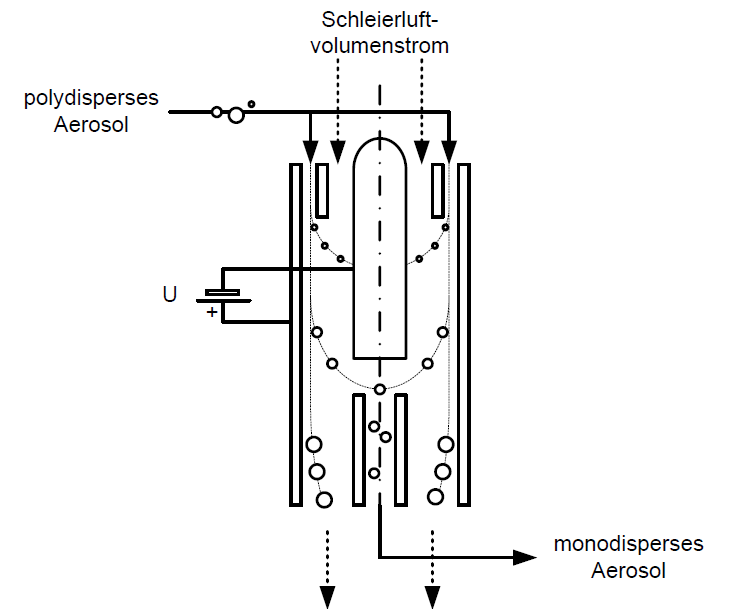
اصل عملکرد یک آنالایزر تحرک دیفرانسیل برای جداسازی آئروسل

## رانش گاز
ترکیب گاز رانشی یک پارامتر مهم برای طراحی و وضوح ابزار IMS است. غالباً، ترکیبات مختلف گازی رانش می‌توانند باعث جدا شدن قله‌های همپوشانی شوند. دمای گازی بالا در از بین بردن خوشه‌های یونی که ممکن است اندازه‌گیری‌های آزمایشی را تحریف کنند کمک می‌کند.

## شناساگر
معمولاً از شناساگر فنجان فارادی ساده استفاده می‌شود که به یک تقویت کننده گذر همراه است، با این حال، ابزارهای تحرک یونی پیشرفته تر با طیف‌سنجهای جرمی همراه هستند تا بتوانند هم اندازه و هم انبوه اطلاعات را بدست آورند. قابل توجه است که شناساگر بر عملکرد بهینه آزمایش آزمایش تحرک یونی تأثیر می‌گذارد.

## روشهای ترکیبی
IMS را می‌توان با سایر تکنیک‌های جداسازی ترکیب کرد.

### کروماتوگرافی گازی
هنگامی که IMS با کروماتوگرافی گازی همراه است، معرفی نمونه با ستون GC صورت می‌گیرد که به‌طور مستقیم به مجموعه IMS متصل است، با مولکول‌های یونیزه شده که از GC خارج می‌شوند.
هنگامی که از GC استفاده می‌شود، یک تجزیه گر تحرک تفاضلی معمولاً طیف‌سنج متحرک تفاضلی (DMD) نامیده می‌شود. یک DMD معمولاً نوعی دستگاه میکروالکترومکانیکی است، دستگاه طیف‌سنجی تحرک یونی با تعدیل فرکانس رادیویی (MEMS RF-IMS) است. اگرچه کوچک است، می‌تواند در واحدهای قابل حمل مانند کروماتوگرافی گازی قابل انتقال یا حسگر مواد مخدر / مواد منفجره جای بگیرد. به عنوان مثال، شرکت واریان در نمونه CP-4900 DMD MicroGC و ترمو فیشر در سیستم EGIS Defender، برای کشف مواد مخدر و مواد منفجره یا سایر کاربردهای امنیتی طراحی شده‌است.

### کروماتوگرافی مایع
ترکیب با LC و MS، طیف‌سنجی تحرک یونی را به‌طور گسترده‌ای برای تجزیه و تحلیل مولکولهای زیستی مورد استفاده قرار می‌دهد، عملی که توسط دیوید ا. کلمر هم‌اکنون در دانشگاه ایندیانا انجام می‌شود.

### طیف‌سنجی جرمی
هنگامی که از IMS با طیف‌سنجی جرمی استفاده می‌شود، مزایای بسیاری از جمله نسبت سیگنال به نویز بهتر، جداسازی ایزومر و شناسایی حالت را ارائه می‌دهد. IMS معمولاً به چندین آنالایزر مشخصات جرم از جمله کوادروپول، زمان پرواز و رزونانس سیکلوترون تبدیل فوریه متصل شده‌است،

## کتابشناسی
- G.A. Eiceman; Z. Karpas (2005). Ion Mobility Spectrometry (2nd ed.). Boca Raton, FL. , USA: CRC Press. ISBN 978-0-8493-2247-1.
- Alexandre A. Shvartsburg (2008). Differential Ion Mobility Spectrometry: Nonlinear Ion Transport and Fundamentals of FAIMS (2nd ed.). Boca Raton, FL. , USA: CRC Press. ISBN 978-1-4200-5106-3.
- Charles L. Wilkins; Sarah Trimpin, eds. (2010). Ion Mobility Spectrometry - Mass Spectrometry: Theory and Applications. Boca Raton, FL. , USA: CRC Press. ISBN 978-1-4398-1324-9.
- Stach, Joachim; Baumbach, Jörg I. (2002). "Ion Mobility Spectrometry - Basic Elements and Applications". International Journal for Ion Mobility Spectrometry. 5 (1): 1–21.